# Schloss Thannbrunn

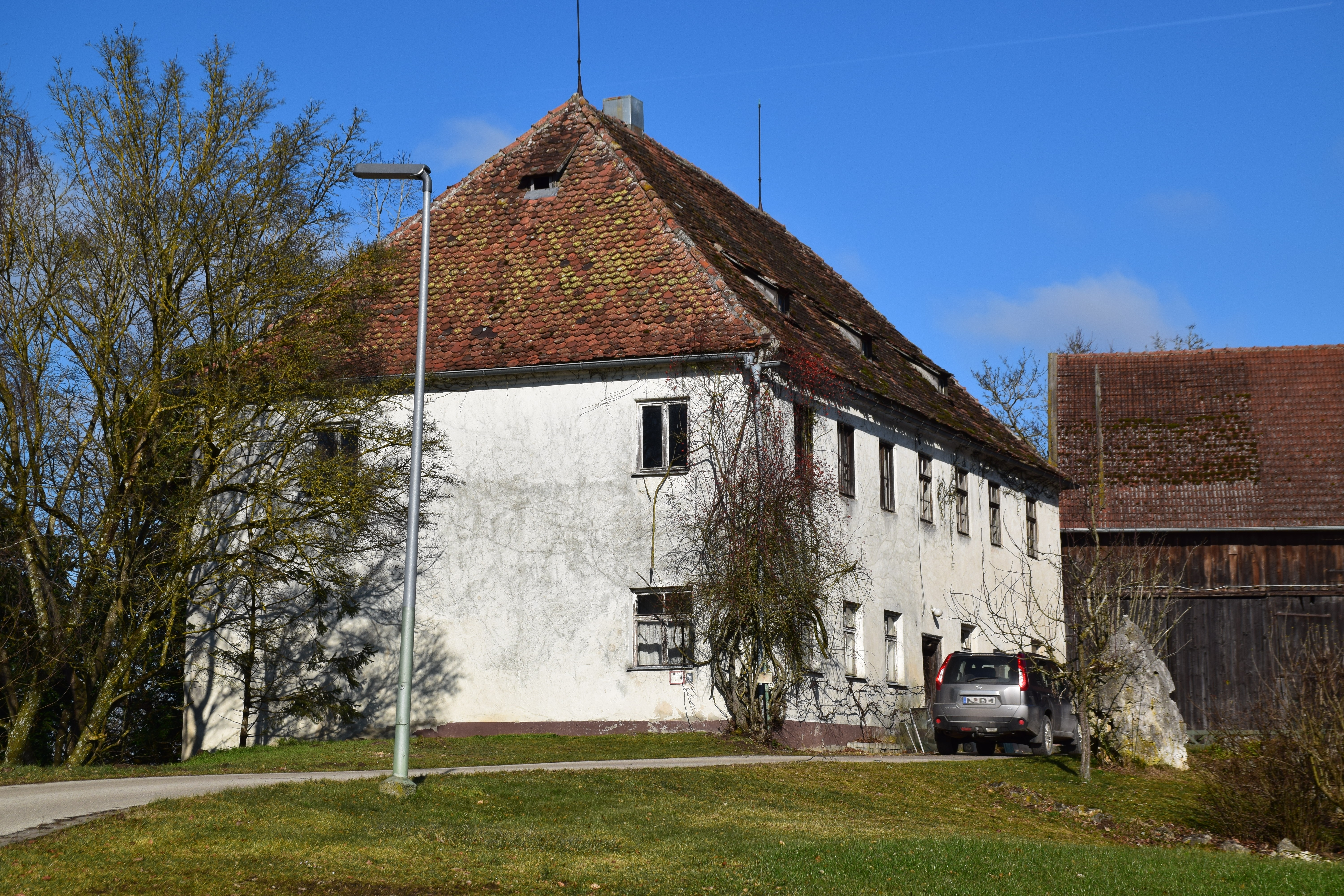
Schloss Thannbrunn (2022)

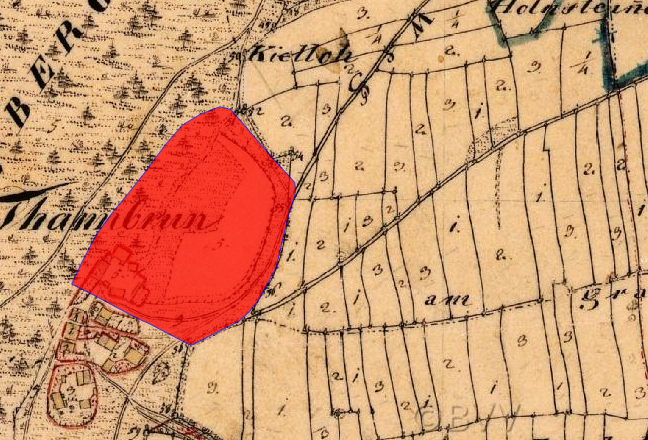
Lageplan des Schlosses Thannbrunn auf dem Urkataster von Bayern

Das abgegangene bzw. zu einem Bauernhof umgebaute Schloss Thannbrunn befindet sich in Thannbrunn, einem Gemeindeteil der oberpfälzischen Stadt Berching im Landkreis Neumarkt in der Oberpfalz von Bayern. Es ist unter der Aktennummer D-3-73-112-195 als Baudenkmal verzeichnet. „Archäologische Befunde des Mittelalters und der frühen Neuzeit im Bereich des ehem. Schlosses Thannbrunn, darunter die Spuren einer mittelalterlichen Burg, einer klösterlichen Propstei sowie der abgegangenen Kapelle St. Martin“ werden als Bodendenkmal unter der Aktennummer D-3-6835-0117 geführt.

## Geschichte
Hier ist das edelfreie Reichsministerialengeschlecht der Herren von Thannbrunn verortet. 1138 wird ein „Adalbert de Tuomprunnen“ genannt, der ein Erbgut des Burkhard von Wolfersdorf an einen Ministerialen des Klosters Weihenstephan übergibt. Dieser Adalbert von Thannbrunn hatte einen Sohn namens Berthold, der des Öfteren in den Quellen des 12. Jahrhunderts erwähnt wird. In einer Urkunde des Bischofs Gebhard II. von Grögling von Eichstätt vom 1. November 1138 werden beide als „Adalbero et filius eius Pertholdus de Tumprunnen“ genannt. 1143 wird Berthold von Tombrunnen in einer Urkunde des Bischofs Heinrich I. von Wolfratshausen von Regensburg genannt. Das Geschlecht der Thannbrunner scheint um 1160 ausgestorben zu sein, denn in diesem Jahr wird Berthold von Thannbrunn zum letzten Mal in einer Urkunde des Kosters St. Emmeram erwähnt. Er hatte sein Stammgut zu Thannbrunn dem Kloster Auhausen gestiftet. Darauf übernahmen die Heidecker als Vögte des Klosters Auhausen auch die Vogtei über Thannbrunn, und zwar war es Hadbrand von Heideck, der die Vogtei übernahm. 1221 wurde der Sohn des Hadbrand, Gotfried von Heideck, mit der Vogtei betraut. Nach einer Urkunde des Burggrafen Friedrich von Nürnberg vom 16. Juni 1268 stand dem Gotfried von Heideck noch die Vogtei über „Theingen“ (= Deining) und andere Güter im Süden von Neumarkt, das war Thannbrunn, zu. Von diesem kamen die Güter zu Thannbrunn mit dem 8. März 1310 an den bayerischen Pfalzgraf Rudolf. Kaiser Karl IV. stellte das Kloster Auhausen unter seinen besonderen Schutz und befreite die Güter und den Hof zu Thannbrunn von allen Steuern und Diensten. Das Kloster errichtete hier eine Probstei, an die alle Abgaben zu zahlen waren.
Um 1500 hatte Appel von Seckendorf das Schloss Thannbrunn mit allen zugehörigen Gütern gekauft. Am 31. Juli 1522 veräußerte er es an die Pfalzgrafen Friedrich und Ludwig. Die Gerichtsbarkeit über die Untertanen von Thannbrunn, Thann und Hermannsberg übte in der Folge das Amt Holnstein aus. Das Hochgericht wurde vom Schultheißenamt Neumarkt ausgeübt.

## Beschreibung
Das ehemalige Schloss ist jetzt das umgebaute Wohnhaus eines Bauernhofes. Es ist ein zweigeschossiger Walmdachbau aus dem 18. Jahrhundert; auf dem Türsturz findet sich die Jahreszahl „1811“.